# Nicole-Reine Lepaute
Nicole-Reine Lepaute (geboortenaam Étable) (Parijs, 5 januari 1723 - 6 december 1788) was een Franse wiskundige en astronoom.

## Levensloop
Lepaute werd op 5 januari 1723 in het Petit Luxembourg (waar haar ouders woonden) in Parijs geboren. Zij was het zesde kind in een rij van negen. Verschillende leden van de familie Étable waren destijds in dienst van de familie van Orléans te Versailles en later in het Palais du Luxembourg. Haar vader Jean Étable, voormalig lakei van de hertogin van Berry, diende toen aan het hof van Louise Élisabeth van Orléans. Over haar jeugd weet men niet meer dan dat wat haar medewerker Joseph Jérôme Lefrançois de Lalande, jaren later, over haar zou schrijven: ze was een leergierige jonge vrouw, geïnteresseerd in de wetenschap.
Nicole-Reine leerde de broers Lepaute kennen toen deze een nieuw soort uurwerk in het Palais de Luxembourg kwamen plaatsen. Op 27 augustus 1749 trouwde zij op zesentwintigjarige leeftijd met Jean André Lepaute. Via het werk van haar man leerde zij Jérôme Lalande kennen, die enige tijd later een observatorium boven het portaal van het Palais du Luxembourg betrok.
In 1753 kreeg Lalande van de Académie des sciences de opdracht een met een nieuw soort uurwerk uitgeruste klok van Jean André Lepaute te bestuderen. Op aanmoediging van Lalande stortte Lepaute, die sinds 1753 klokkenmaker van de koning was, zich op het ontwerpen en construeren van astronomische uurwerken. Aan de zijde van haar echtgenoot maakte Nicole-Reine haar debuut; zij berekende trillingstabellen voor de pendule ten behoeve van het Traité d’Horlogerie (verhandelingen over het uurwerk).

## De komeet van Halley
Op het moment dat men voor het probleem stond om de terugkeer van de komeet van Halley te berekenen, stelde Jérôme Lalande aan de wiskundige Alexis Clairaut voor zich door Lepaute te laten helpen bij de berekeningen, die nodig waren om de voorspellingen van Edmond Halley te controleren.
De drie deden vele maanden over de nodige berekeningen: Clairaut stelde rekenmodellen op die Lepaute en Lalande met veel geduld en precisie aanvulden. Het harde werken zou in november 1758 met de aankondiging worden bekroond, dat de terugkeer van de komeet op 13 april van het volgende jaar werd verwacht. Enkele maanden later, toen zij nog bezig waren met de berekeningen, dus ook ermee de eer van Edmund Halley veilig te stellen, passeerde de komeet op 13 maart 1759, precies een maand voor de aangekondigde datum, zijn perihelium.
Clairaut publiceerde naar aanleiding van dit succes het werk Théorie des comètes, Theorie van de kometen, Parijs 1760, maar vermeldde evenwel Nicole-Reine Lepaute niet in de lijst van berekenaars. Dit werd ingegeven wegens de jaloezie van zijn toenmalige vriendin, die hij niet wilde kwetsen door de verdiensten van een andere vrouw te prijzen.
Hierdoor vernietigde hij zijn langdurige vriendschap met Lalande, die, behalve dat hij een innige genegenheid voor Lapaute voelde, er de voorkeur aan gaf hierin voor haar te kiezen. Volgens Lalande zou Clairaut de naam van Lapaute hebben weggelaten om een verwaande vrouw, ontdaan van enige kennis, te behagen die jaloers was op de verdiensten van mevrouw Lapaute. Zij was erin geslaagd een verstandige, maar zwakke, wetenschapper aan haar te onderwerpen en deze fout te laten maken. De twee mannen raakten nooit meer zo bevriend als voorheen en Clairaut stond er vervolgens alleen voor in zijn verder onderzoek in de astronomie.

## Carrière
Lepaute werd in 1759 door Lalande aangenomen als assistente bij het maken van de nodige berekeningen voor de ontwikkeling van tabellen en efemeriden, die met name zouden dienen als basis voor de benodigde berekeningen voor de Venusovergang van 1761. Hoewel er niets bekend is over de details van haar bijdrage hieraan, was deze in de ogen van de Académie van Béziers groot genoeg om haar in 1761 als lid toe te laten.
Lalande schreef ook de berekeningen van de elementen van de in 1762 geobserveerde komeet toe aan Lapaute. Ook de berekeningen van de efemeriden van de zon, maan en planeten, gemaakt in de jaren 1774 tot 1784, en de berekeningen van de ringvormige zonsverduistering op 1 april 1764 zette hij op haar naam. Van die zonsverduistering maakte Lapaute een kaart waarop de voortgang ervan in heel Europa van kwartier tot kwartier inzichtelijk werd gemaakt.
Omdat zij zelf geen kinderen had, ving Lapaute in 1768 de toen vijftienjarige Joseph Lepaute (1751-1788), een van de neven van haar man, op. Ze onderwees hem zo goed in de astronomie dat hij in 1777 wiskundeleraar zou worden aan de École militaire, de militaire academie van Parijs. Daarna werd hij in 1785 tot assistent-astronoom gekozen aan de Académie royale des sciences. Als astronoom aan boord van de fregatten l’Astrolabe en la Boussole, verging hij in 1788 samen met de rest van de door Jean-François de La Pérouse geleide expeditie op het eiland Vanikoro.
De laatste zeven jaren van haar leven wijdde Lepaute aan haar man die rond 1774 was gestopt met zijn klokkenmakerij en aan een ernstige ziekte leed. Op hetzelfde moment ging ook haar eigen gezondheid achteruit en verloor ze beetje bij beetje haar gezichtsvermogen. Enkele maanden voor het overlijden van haar man, overleed zij op vijfenzestigjarige leeftijd op 6 december 1788 te Parijs.

## Eerbetoon
- In 1935 gaf de Internationale Astronomische Unie een maankrater de naam van Lepaute
- De asteroïde (7720) Lepaute draagt die naam ter nagedachtenis aan Nicole-Reine Lapaute
- De origineel van China afkomstige hortensia werd in 1773 door haar vriend Philibert Commerson, arts en botanicus van de Bougainville-expeditie, ter nagedachtenis aan Lepaute ‘Peautia’ genoemd. Veel later kreeg deze plant de naam Hortensia. Het idee bestond dat Hortense een van de voornamen van Nicole-Reine Lepaute zou zijn geweest. Dit gegeven is echter ongegrond.
- De Tier-1 supercomputer Hortense van de Universiteit Gent, is genoemd naar de wiskundige Nicole-Reine Lapaute.[2]